# Corticium
Corticium Pers., Neues Mag. Bot. 1: 110 (1794), è un genere di funghi a crosta appartenente alla famiglia Corticiaceae. Secondo una stima del 2008, il genere contiene 25 specie distribuite nel mondo.

## Specie
La specie tipo del genere è Corticium roseum Pers. (1794), fanno parte di questo genere le seguenti specie:
- Corticium appalachiense
- Corticium auberianum
- Corticium boreoroseum
- Corticium botryohypochnoideum
- Corticium canfieldii
- Corticium confine
- Corticium conigenum
- Corticium cremeoalbidum
- Corticium durangense
- Corticium efibulatum
- Corticium floridense
- Corticium gloeosporum
- Corticium gramineum
- Corticium griseoeffusum
- Corticium invisum
- Corticium jacksonii
- Corticium kauri
- Corticium koleroga
- Corticium lilacinoroseum
- Corticium lombardiae
- Corticium majusculum
- Corticium meridioroseum
- Corticium mississippiense
- Corticium otagense
- Corticium penicillatum
- Corticium perenne
- Corticium pini
- Corticium pteridophilum
- Corticium quercicola
- Corticium radiosum
- Corticium roseocarneum
- Corticium sparsum
- Corticium utriculicum
- Corticium vescum